# ملعب جواهر لال نهرو (دلهي)

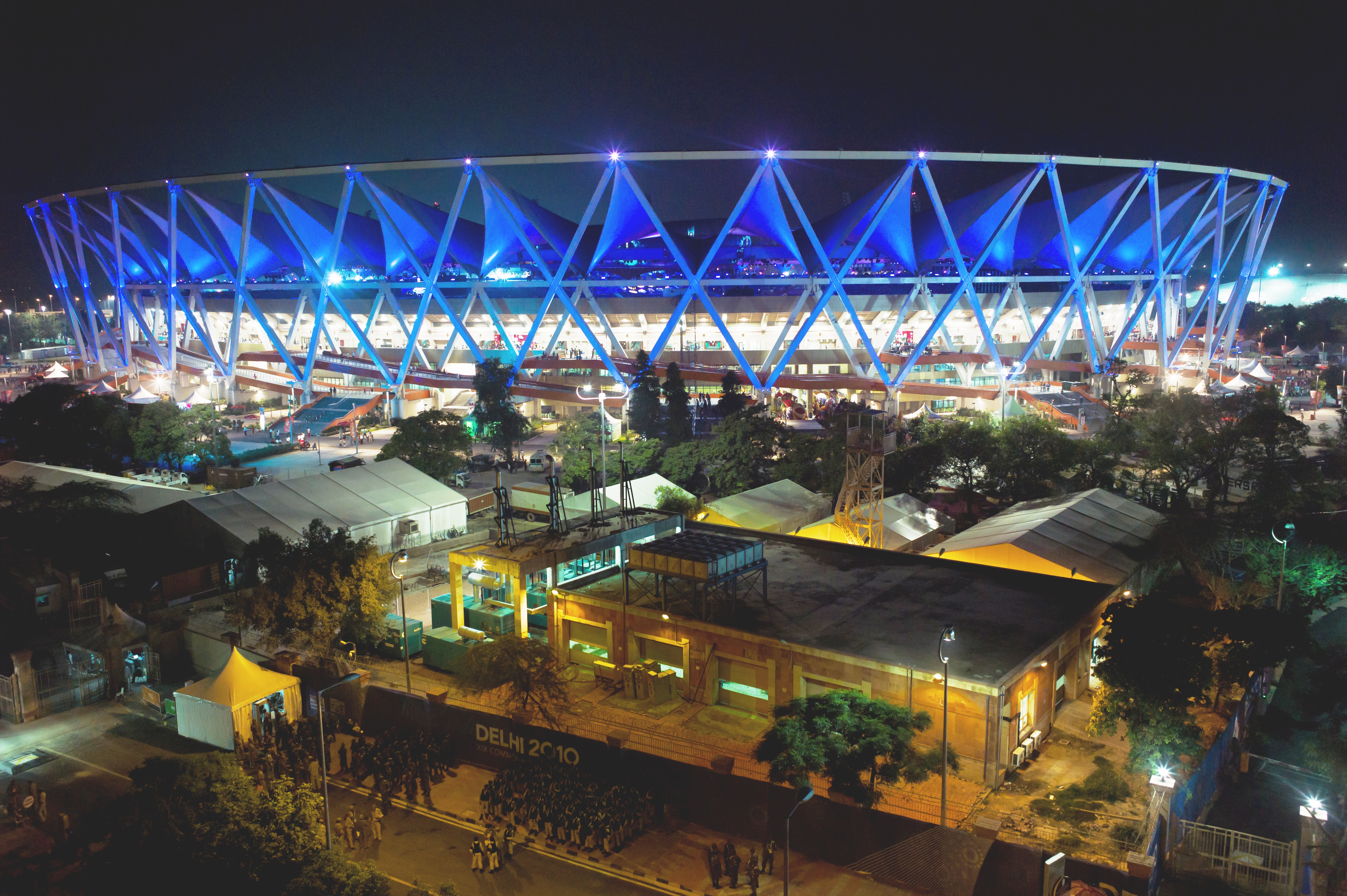

ملعب جواهر لعل نهرو (باللغة الهندية:जवाहरलाल नेहरू स्टेडियम) هو ملعب كرة قدم يقع في دلهي عاصمة الهند. يعتبر الملعب ثالث أكبر ملعب في الهند والحادي والخمسون علي صعيد العالم. كان ملعب جواهر لعل نهرو الملعب الرئيسي لدورة العاب الكومنولث 2010. ويستضيف الملعب حاليا كأس اتحاد جنوب آسيا لكرة القدم 2011. يتسع الملعب لحوالي 60,000 متفرج. أثناء تجهيز وتطوير الملعب لاحتضان العاب الكومنولث 2010 تم تقليس عدد المقاعد من 78,000 إلى الرقم الحالي 60,000. وقد شيد ملعب جواهر لعل نهرو من قبل حكومة الهند ليكون جاهز لاستضافة دورة الألعاب الآسيوية التاسعة في 1982. يعتبر الملعب الرسمي الذي يخوض فيه منتخب الهند مبارياته الدولية.